# メコノプシス属
メコノプシス属（メコノプシスぞく、学名：Meconopsis）は、ケシ目ケシ科の属の一つ。

## 概要
西ヨーロッパと中央アジア、ヒマラヤの高山地帯（パキスタン、インド北部、ネパール、ブータン、中国のチベット自治区）、ミャンマー北部及び中国横断山脈(青海省、甘粛省、四川省、雲南省)という隔離分布をする一年生もしくは多年生の草本植物であり、50種近くが知られている。ただしヨーロッパに産するのはM. cambrica ただ1種のみである。ヨーロッパ以外に産する種は容易に種間で交雑し、発芽可能な雑種を生じるが、これは系統的な分類がされていないゆえの可能性が高い。
ケシ属とは多くの共通する特徴を有するが、花柱が明瞭に認められる点により区別される。属名のメコノプシスMeconopsis は「ケシに似た」という意味のギリシャ語で、直訳すればさしづめ「ケシモドキ」である。この属名がそのまま園芸名としても通用するので、特に和名は定められていないが、本属代表種 M. betonicifolia  の俗称「ヒマラヤの青いケシ」にちなんだアオイケシというカナ表記がされることがある(岩波生物学辞典など)。もっとも本属自体が登山家や園芸愛好家以外にあまり知られていないこともあり全く使われていない。なお中国名は緑絨蒿である。
種の多くが開花後枯死する一年生植物で生育環境にうるさく、種子の発芽率も良くないので、継続して栽培するのが非常に難しいことで有名である。そうでなくても、高山帯が原産地のため暑さには極端に弱く、ゆえに日本の多くの地域では夏が越せず栽培は格段に難しいとされる。しかし日本でも北海道、東北地方、中部地方などの山岳地帯や、日本に比べて寒冷な気候のヨーロッパにおいては比較的栽培し易い。

## 生態
- 植物体に毛が生えている。
- 丈に比較して大きな花を咲かせる。
- 基本的に四弁花であり稀に五弁、六弁の種がある。
- 低温性で寒さには強い。

といった特徴の多くがケシ属と共通する。ただし、花弁は多くの種が同一種内でも枚数が一定しておらず、株によって6-8枚の花弁を付けることもある。また毛に関してもほとんど無毛のM. cambrica からサボテンのような棘を備えた M. horridula までと様々である。大きな種では草丈が最大2mを越えるが数十cm～1.5m程度までのものがほとんどである。どの種も湿潤な環境を好む。
ヒマラヤ産種には青い花を咲かせる種があり、それらはヒマラヤの青いケシとして非常に有名であるが、本種の分布の中心はチベットから中国西部にかけてであり、ヒマラヤはむしろ分布の辺縁域に当たる。園芸化されているものも中国西部産の種が多い。青以外の花色も赤、ピンク、黄、クリーム、紫、白とバラエティに富み、プリムラなどと同じく花色に赤(マゼンタ)、青(シアン)、黄の三原色が含まれている数少ない植物属の一つである。
高山帯に分布する種は標高によって自生している種類が異なるが、ヨーロッパ産のM. cambrica は低山帯などにごく普通に生える雑草である。

## 人間との関係
神秘的な青い花を咲かせる種の幾つかが山野草として栽培されるが、上述したように栽培が非常に難しい。ヨーロッパ産のM. cambrica はこぼれ種で増えるほどなので栽培は容易で、園芸植物として栽培もされている。しかし花色が黄やオレンジといった他のケシ科植物と同じであり、園芸植物としてはいささか物足りない感がある。
なお、日本においては幾つかの植物園で本属の花（主にベトニキフォリアとグランディス）を見ることができ、特に大阪市にある咲くやこの花館では、2007年現在一年を通していつでも花を見ることができる。また、冷涼な気候の地域では露地栽培による群生を観賞することもでき、特に長野県下伊那郡大鹿村の大池高原にある中村農園では国内随一の5,000株を超える群生状況が神秘的かつ圧巻である。ほかにも同県下高井郡山ノ内町の北志賀高原にある竜王マウンテンパークや同県北安曇郡白馬村の白馬五竜高山植物園、山梨県北杜市の清里高原にある公益財団法人キープ協会ファームショップ周辺、北海道札幌市北区の百合が原公園や同苫小牧市のイコロの森などで100株から300株の群生を鑑賞できる。いずれも毎年6月から7月が見ごろだが、開花期間が短いうえその年の気候状況により開花時期が前後ずれ込むため、注意確認が必要である。
原産地のチベットなどでは種子を食用にしたり、全草を薬用や乾燥させ漢方に用いたりするが、多くの現地人からは一般的にヤクすら食べない刺だらけの厄介な雑草、という扱いをされている。もっとも標高の高い地域に産するM. horridula は、ブータンの国花に指定されている。

## 主な種

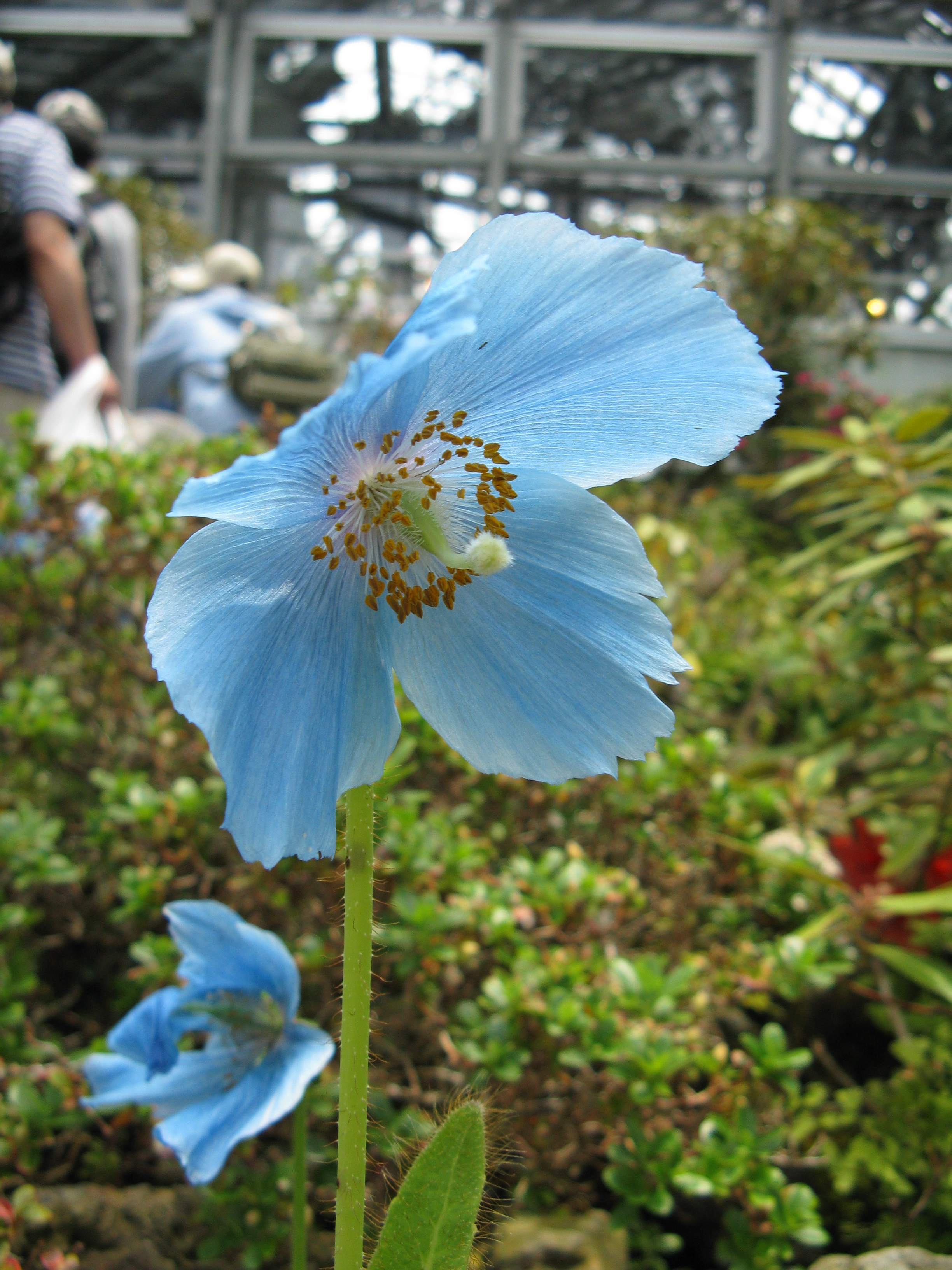
メコノプシス・グランディス

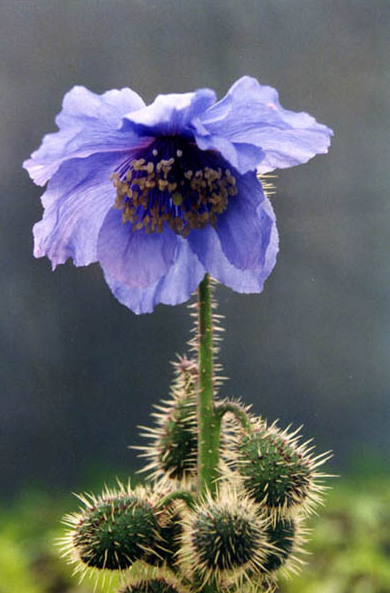
メコノプシス・ホリドゥラ

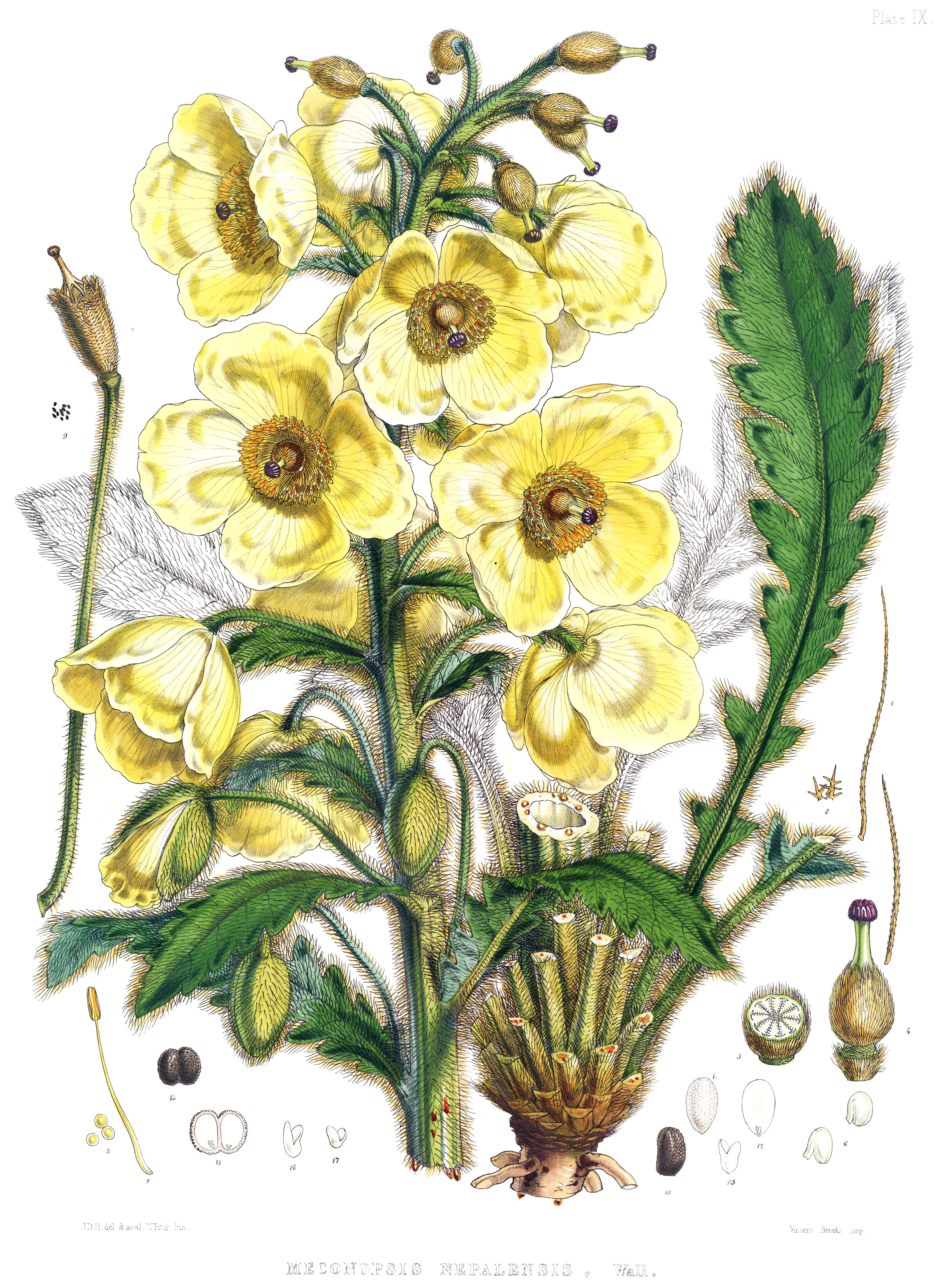
メコノプシス・パニクラータ

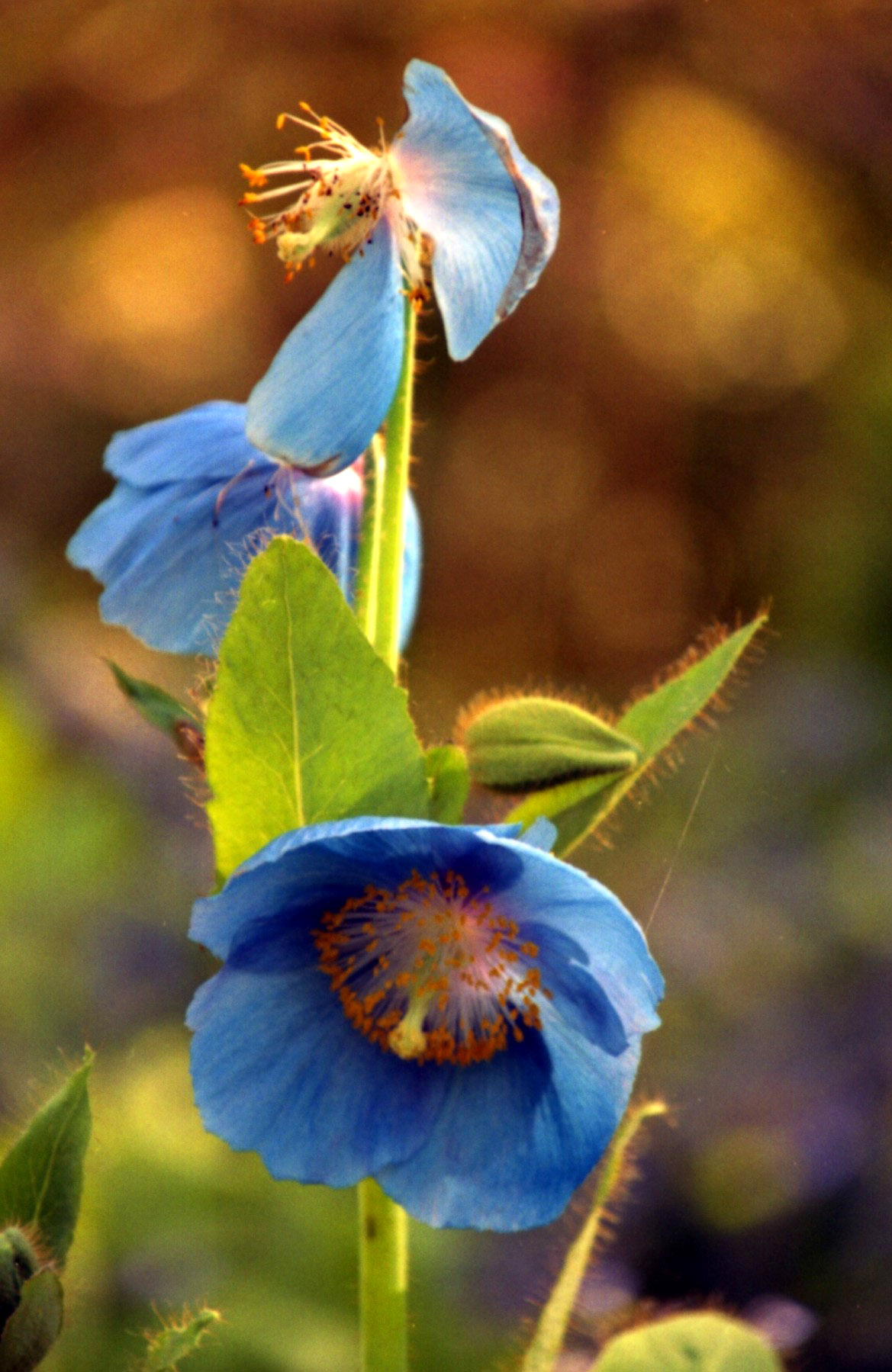
メコノプシス・シンプリシフォリア

本属に含まれる種には和名が付いていないため、代わりに学名のカナ読みを付す。なお英名の付されている種は園芸種としても栽培される。
Meconopsis betonicifolia Franch

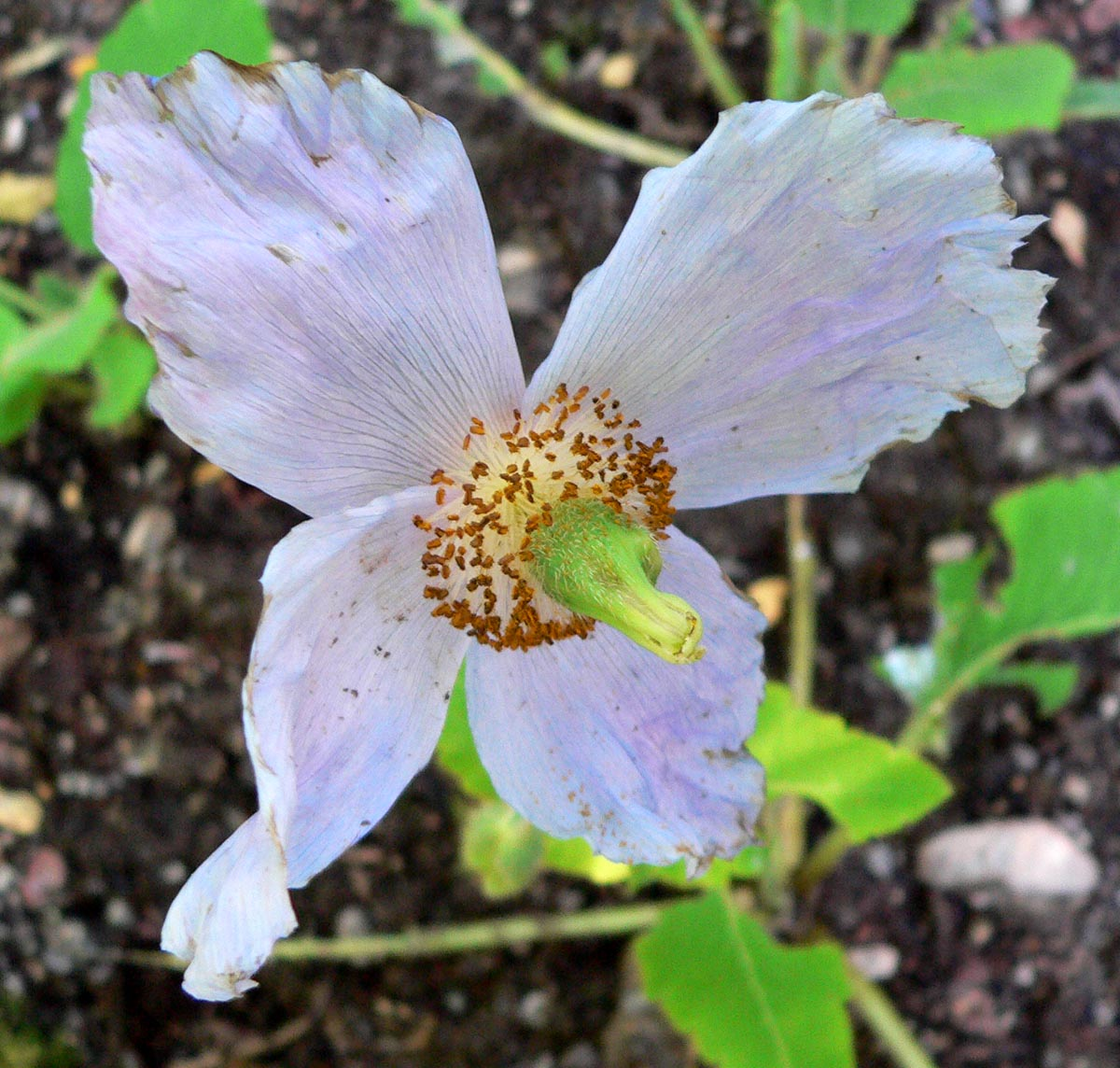
メコノプシス・ベトニキフォリア
Himalayan blue poppy
一般にヒマラヤの青いケシといえば本種を指し、英名もそうなっているが主産地は中国雲南省北西部の高山地帯である。多年生であるため、一度根付けば種から育てる必要は無く、その点栽培の難しい本属の中では栽培しやすいといえる。ただし低地で栽培した場合は紫外線の影響もあり、花色の青は薄らぐ傾向にある。園芸品種には白花種やM. grandis との種間雑種メコノプシス・シェルドニMeconopsis ×sheldonii G. Taylorといったバリエーションがあり、愛好者の間で広く普及しているが、野生下ではむしろ稀少種に属する。
Meconopsis cambrica (L.) Vig.

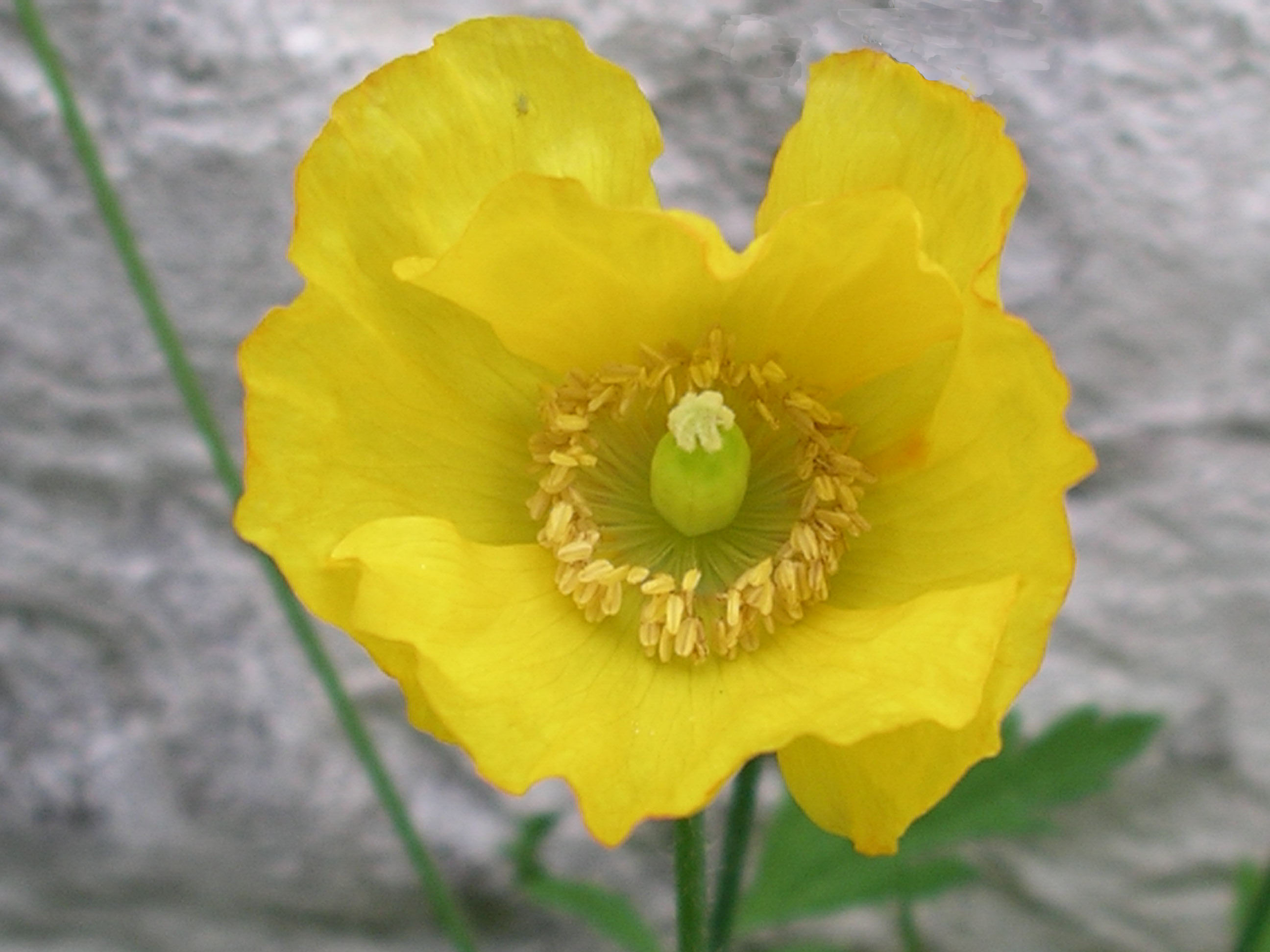
メコノプシス・カンブリカ
Welsh poppy
唯一のヨーロッパ産種で、原産地はアイルランド、イギリス南部、フランス西部、イベリア半島北部だが、ヨーロッパ各地で園芸用に栽培されていたものが逸出して分布を広げている。花色は黄又はオレンジだが、園芸品種には朱色のものがある。種小名の cambrica は「ウェールズの」という意味のラテン語。
近年の遺伝子に基づいた研究で、この種はケシ属(Papaver)に含むのが妥当という結果が出ており、またこの種がメコノプシス属の模式種であるために、メコノプシス属そのものが消滅することになる。研究論文の著者たちはアジアのグループはM.villosa,M.chelidonifolia,M.smithianaを含む少数はCathcartia属とし、残りの多数は過度の改名を防ぐために、この中から新たな模式種を設定し、メコノプシス属の呼称を保護すべきと提案している。　
Meconopsis chelidonifolia Bur. & Franch.
メコノプシス・ケレドニフォリア
種小名の chelidonifolia はアジア全域に分布するクサノオウに似たという意味で、クサノオウに似た葉を付けるところから命名された。黄花を咲かせるところもクサノオウに似ている。
Meconopsis grandis Prain
メコノプシス・グランディス
本属中もっとも大きな径10cmあまりの花を咲かせ、ベトニキフォリア同様多年生で栽培が容易なため本種も園芸用によく栽培される。主産地はヒマラヤで、中国には産しないのでヒマラヤの青いケシの名はM. betonicifoliaよりもむしろ本種にふさわしい。地域や個体による変異が大きく、それらの要素により花色も薄い紫から深い青までと、様々に変化する。
Meconopsis horridula Hook. f. & Thomson
メコノプシス・ホリドゥラ
高山地帯であるヒマラヤでも標高4000mを超えた地域にしか生えず、本属種としては最高所(標高7000m)でも観察されたことがある。天上の妖精、幻の青いケシといった異名があるが、棘だらけなので花がない時期はとてもそんな風には見えず、生息域の標高が非常に高く、人目にふれる機会が少なかったからこうした名称が付いたように思われる。分布域は中国奥地からヒマラヤまでと、意外にも幅広く、近年になって経済発展著しい中国では標高4000mを越える地域にまで高速道路が通じたので、そうした地域に行けば道路の路肩でも見ることができる。ただし生育には数年を要し、多数の株が一稔生なので栽培は難しいとされる。
ブータン王国の国花に指定されていることから日本では国際花と緑の博覧会のブータン館に出品され一躍有名になった。花色はかなり紫がかった青だが、紅紫色のものもある。
Meconopsis lancifolia (Franch.) Franch. ex Prain
メコノプシス・ランキフォリア
ミャンマー北部を原産とし、中国甘粛省南西部～雲南省北西部のチベット南東部地域、四川省西部など中国西部の高山地域に分布する。日当たりがよく、石灰質で充分な湿気を含む土地を好み、草丈は8～20cm程度で葉はわずかに尖る。花期は6月～8月上旬頃で、35cmほどに伸びた花梗の先に直径3～8 cm程度の花を付ける。花色は一般にM. grandisやM. horridulaに比較してかなり濃く、濃い青から紫、藍紫などで、ピンク系の色が出ることは稀。淡青色を呈することはさらに珍しい。花が終わり結実すると花梗は42cmにまで達することもある。
Meconopsis paniculata Prain
メコノプシス・パニクラータ
東ヒマラヤ一帯が主産地。草丈が2mを超える本属中最大種の一つで、黄色い花を咲かせる。花色以外は後述するM. napaulensis と極めてよく似ている。
なお英語版 Wikipedia に掲載されている M. napaulensis の図像は花色からM. napaulensis ではなく本種であると推察される。
Meconopsis napaulensis DC.
メコノプシス・ナパルエンシス
Nepal poppy, Satin poppy
名の通りネパールを含む東ヒマラヤ一帯が主産地。草丈が2mを超える本属中最大種の一つで、紅紫系の花を咲かせる。イギリスでは園芸用に栽培されているが、その多くは M. paniculata との種間雑種である。
Meconopsis punicia Maxim.
メコノプシス・プニケア
red poppy
　真紅の垂れ下がった花弁が特徴的な種で、中国西部を中心に広く分布する。本属中、花色が真紅なのは本種だけである。他種に比較してかなり標高の低い2000m代でも生育でき、周囲に遮るものがない日当たりのよい場所を好み、6-9月と花期が長く、鮮やかな紅が目立つことから自生地ではよく目にできる。中国では四川省の黄龍、四姑娘山といった観光地や、空港からそこへ向かう道の路肩でも頻繁に見つけることができる。英名が付されているが、花色が青いケシのイメージに真っ向から反する真紅なのであまり人気はなく、栽培株を見る機会は少ない。
　日本では北海道で栽培が可能である。発芽率をよくするには、新鮮な種子を秋に播種することが大切である。初めはポットで育てて、ある程度の大きさの苗になったら半日陰の地植えが望ましい。多年草と言われているが、花が終わるとともに脇芽も枯れてしまう場合が多い。人工授粉をしなくても結実するので、毎年種をまくのがよい。発芽した翌年には殆どが開花する。花びらは4枚から5枚が殆どだが、たくさん育てると10枚以上の多弁花も開花する。
Meconopsis quituplinervia Regel
メコノプシス・クイントゥプルネルウィア
M. punicia に似ており、分布域もほぼ同種に重なるので同種の亜種に分類されることもあるが、ずっと小型で花色も青紫色系である。また M. punicia と異なり花弁が平開する株もある。本種も四川省の黄龍といった観光地で見られるが、その自生場所は M. punicia よりずっと標高が高い。
Meconopsis simplicifolia (D.Don) Walp.
メコノプシス・シンプリシフォリア
blue poppy
青花を咲かす種としては最初にヨーロッパに紹介された。標高3500-4000mの林床に生え、青花を咲かせる系統と赤紫色の花を咲かせる系統がある。